# Igreja do Bom Jesus de Matosinhos
A Igreja do Bom Jesus de Matosinhos, também referida como Igreja Matriz de Matosinhos e Igreja do Salvador, localiza-se na cidade e município de Matosinhos, distrito do Porto, em Portugal.
Constitui destino de peregrinação, lugar de romaria e festas em honra do Senhor de Matosinhos.
Encontra-se classificada como Imóvel de Interesse Público desde 1982.

## História
O templo já existia no século XVI.
Foi totalmente renovado no século XVIII, sendo dotado da mais elegante e exemplar linguagem barroca com traça do arquiteto italiano Nicolau Nasoni. As obras iniciaram-se em 1743, com recursos às ofertas prometidas pelos emigrantes que faziam fortuna no Brasil e aos "ex-votos" da gente do mar nas aflições da sua labuta.

## Características
A fachada, de grandes dimensões e ritmada por pilastras e forte entablamento mistilíneo, oscila entre o equilíbrio estrutural e a exuberante decoração barroca. Possui três portais, o central de maiores dimensões, e dois nichos laterais com estátuas de S. Pedro e S. Paulo. Lateralmente impõem-se as torres sineiras. É ainda de referir o grande adro circundante.
O interior é constituído por corpo de três naves separadas por cinco arcos quinhentistas de volta perfeita, assentando em colunas da ordem jónica e sustentando uma cobertura de madeira formada por caixotões seiscentistas. 
A cabeceira apresenta o retábulo-mor de talha dourada, de transição entre o estilo nacional e o joanino, invadindo a sua cobertura, arco cruzeiro e paredes laterais, projecto da autoria do portuense Luís Pereira da Costa. 
O retábulo-mor acolhe na sua tribuna a imagem do Bom Jesus de Matosinhos, datada dos séculos XII/XIII, sendo por isso uma das mais antigas imagens de Cristo crucificado que se podem contemplar no nosso país, e objecto de fortíssima devoção desde a Idade Média. As esculturas que ladeiam a imagem venerado do Bom Jesus - José de Arimateia, Nicodemos, Virgem Maria e São João - são obra do escultor Thomé Velho, discípulo de João de Ruão.
No transepto destacam-se os retábulos de talha dourada da Capela do S. Sacramento e do Senhor dos Passos, empreitada concretizada pela parceria Domingos Martins Moreira e José da Mota Manso entre 1746 e 1750.
As capelas laterais acolhem retábulos barrocos em talha dourada, executados em meados do século XVIII pelo entalhador Domingos Martins Moreira e dourados por José da Mota Manso, também autor dos belos púlpitos. As sanefas e varandas das janelas são obra de Manuel da Costa Andrade, executadas entre 1753 e 1754. O rocaille está presente em quatro bancos de espaldar, obra de José Teixeira de Guimarães realizada em 1772.
No coro-alto, encontra-se o órgão histórico de tipologia nórdica, que apresenta fachada hamburguesa, com canaria distribuída em três castelos e quatro painéis . Construído em 1685 pelo organeiro Michael Hensberg, natural dos Países Baixos, destinava-se ao Mosteiro dos Lóios no Porto. Transferido para esta igreja, foi remodelado (iberizado) em 1859 pelo organeiro José António dos Santos. Em 1992 foi restaurado pela Oficina e Escola de Organária de Esmoriz, que procurou repor as suas feições originais. Possui 10 registos, alguns inteiros e outros divididos, num único manual.